# U-Bahnhof Nordostbahnhof
Der U-Bahnhof Nordostbahnhof (Abkürzung: NO) ist der 34. U-Bahnhof der Nürnberger U-Bahn und wurde am 27. Januar 1996 eröffnet. Er ist 902 m vom U-Bahnhof Schoppershof und 835 m vom U-Bahnhof Herrnhütte entfernt. An den Bahnhof schließt sich Richtung Röthenbach ein spitz zu befahrender Gleiswechsel und Richtung Flughafen eine Abstell- und Kehranlage bis zum U-Bahnhof Herrnhütte an. Der Nordostbahnhof wurde am 1. Februar 1908 im Zuge der Gräfenbergbahn eröffnet. Nach früheren Planungen sollte der Bahnhof Leipziger Platz heißen. Täglich wird er von rund 19.100 Fahrgästen genutzt (Mo–Fr, 2019).

## Lage

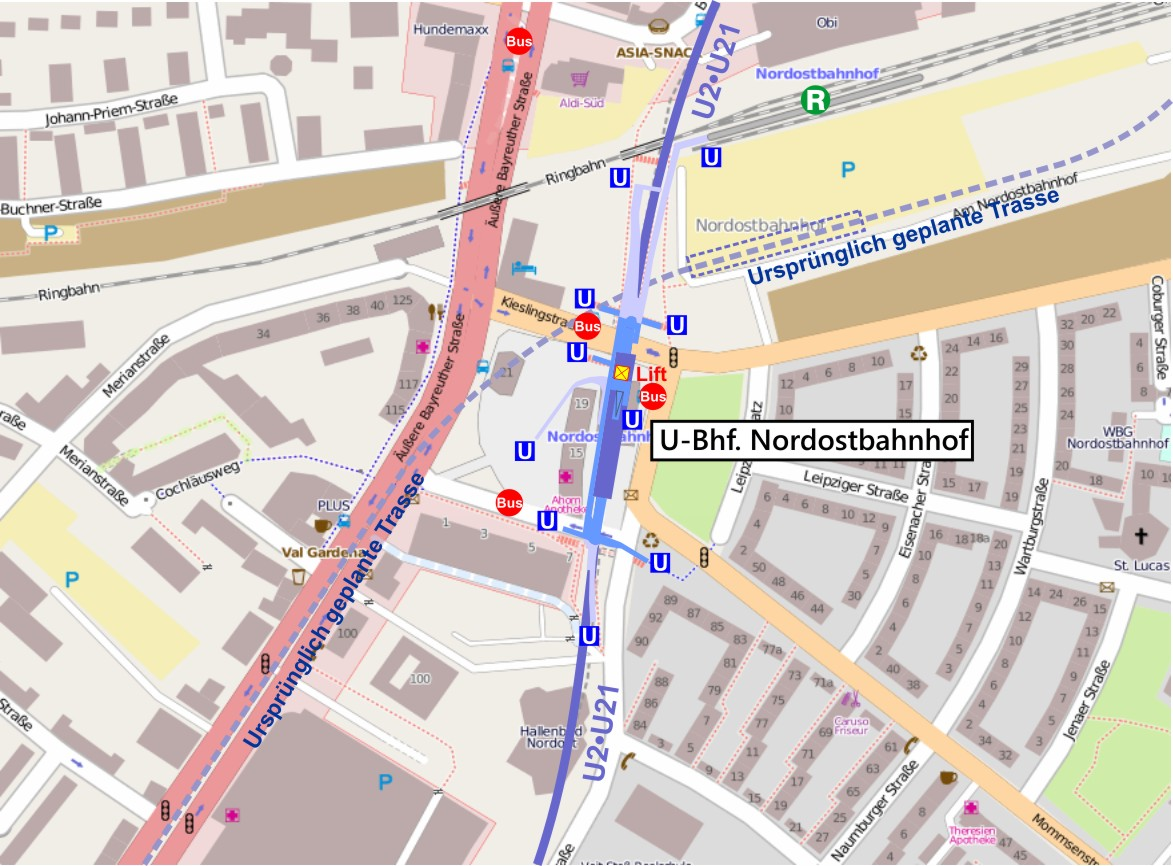
Lageplan U-Bhf. Nordostbahnhof

Der Bahnhof befindet sich an der Nordostbahnhof im Nürnberger Stadtteil Schoppershof und erstreckt sich in Nord-Süd-Richtung unter dem Leipziger Platz zwischen Mommsen- und Kieslingstraße. Von beiden Bahnsteigköpfen führen Aufgänge in ein den gesamten Bahnsteigbereich überspannendes Verteilergeschoss. Vom Südkopf des Verteilergeschosses führen wiederum Aufgänge z. T. als Rampen auf die Südseite des Leipziger Platzes, die Elbinger sowie die Mommsenstraße. Vom Nordkopf des Verteilergeschosses führen Aufgänge direkt zum Leipziger Platz und zum Busbahnhof, auf die Nordseite der Kieslingstraße über eine Rampe zum Bahnhof Nürnberg Nordost und unter der Ringbahn hindurch zur Bessemerstraße. Ein Aufzug verbindet die Bahnsteigebene mit dem Verteilergeschoss und dem Leipziger Platz.

## Bauwerk und Architektur
Das Bahnhofsbauwerk ist 160 m lang, 17 m breit und 11 m tief (eineinhalbfache Tiefenlage). Die Bauarbeiten dafür begannen am 1. Juni 1992 und wurden in offener Bauweise mit Berliner Verbau ausgeführt. Im Endausbau des Leipziger Platzes hätte sich über dem U-Bahnhof ein viergeschossiges Bürogebäude befinden sollen. Dafür wurde der Nordteil des Bahnhofs nach oben hin offen gelassen und durch eine leicht wieder zu entfernende provisorische Dachkonstruktion gegen Wind und Wetter geschützt. Die Pläne wurden bis heute nicht in der Form ausgeführt, so dass sich die provisorische Dachkonstruktion noch immer über dem offenen Bahnhof befindet.
Die Gestaltung des Bahnhofs wurde Johannes Peter Hölzinger übertragen, der zu dieser Zeit Professor an der Akademie der Bildenden Künste Nürnberg war. Er entwarf rote Farbbänder, die in der Bahnsteigmitte senkrecht, zum Bahnsteigende hin geneigt verlaufen. Diese sollen Stillstand, Beschleunigung und Bremsen der U-Bahnzüge symbolisieren.

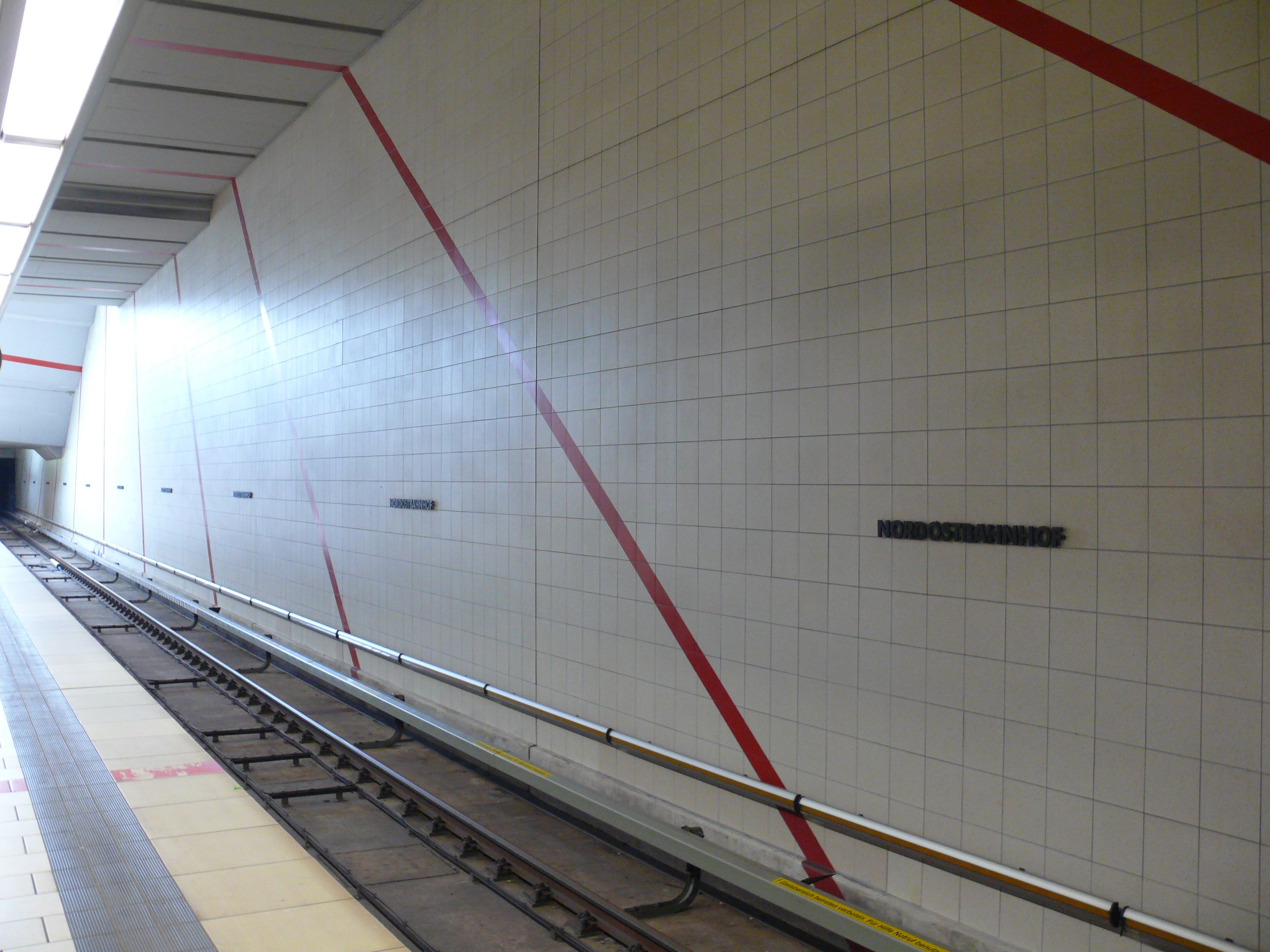
Stationsname und Farbbänder
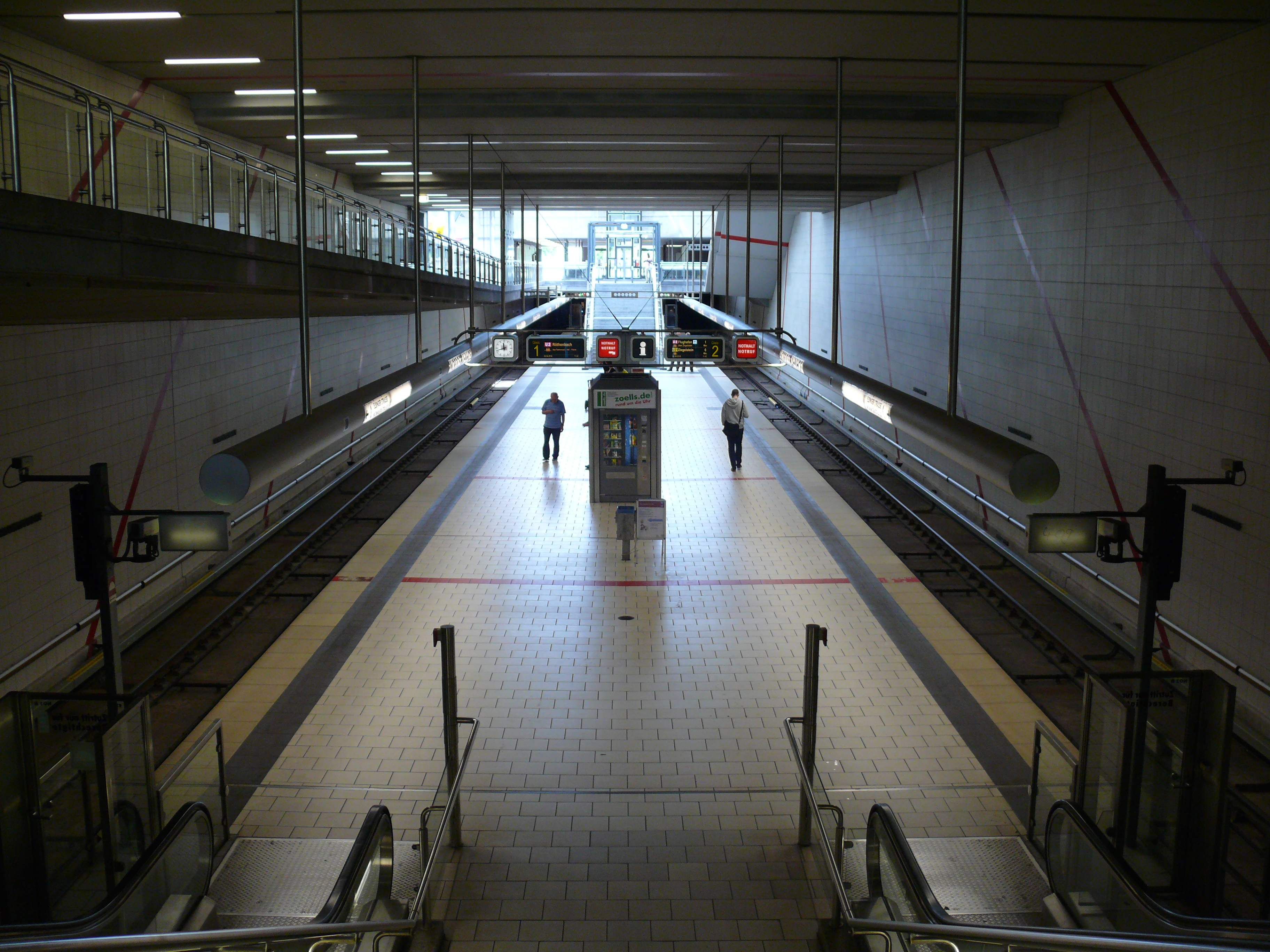
Bahnsteigebene Überblick
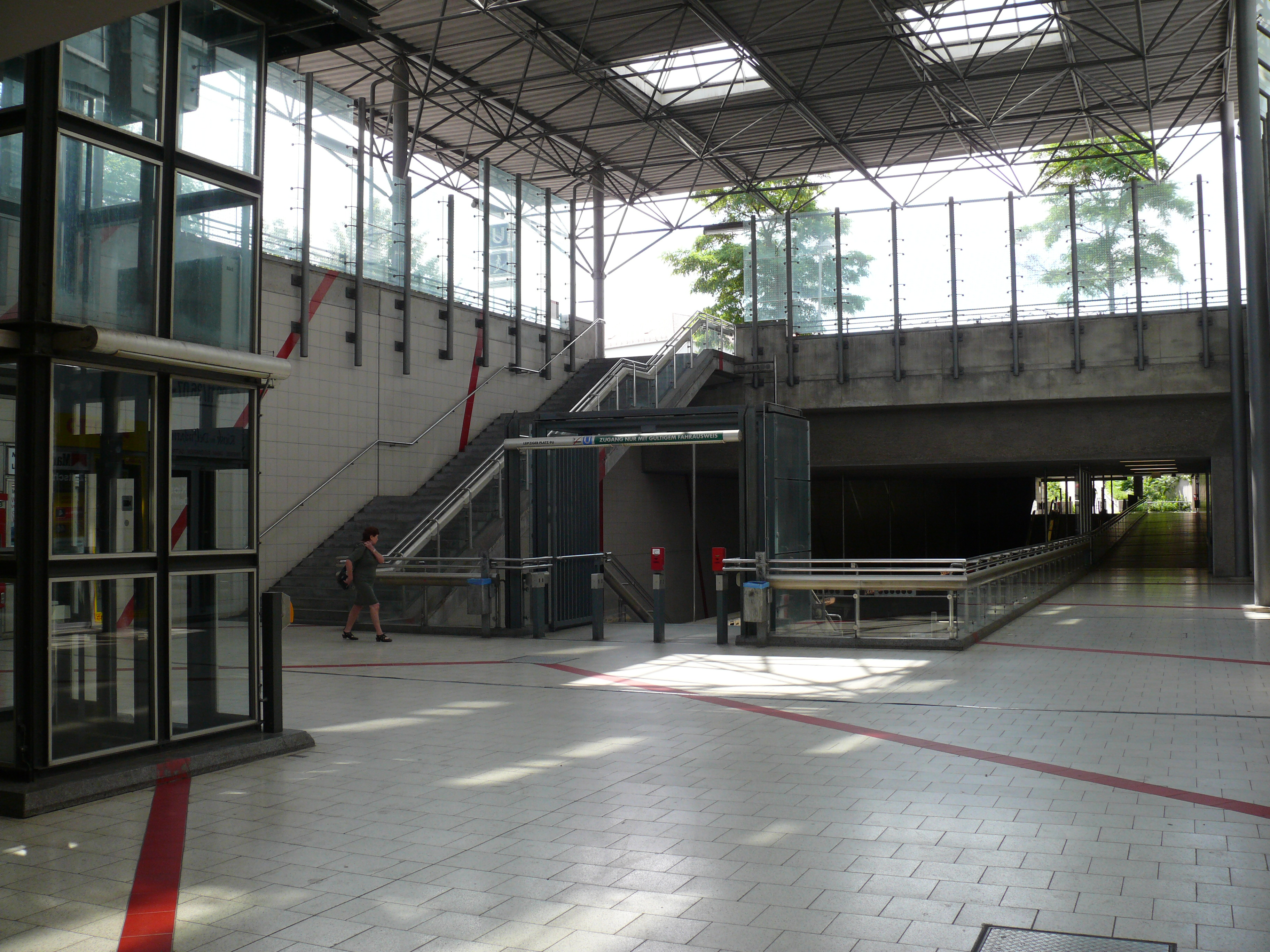
Bahnhofshalle mit „Notdach“ oben
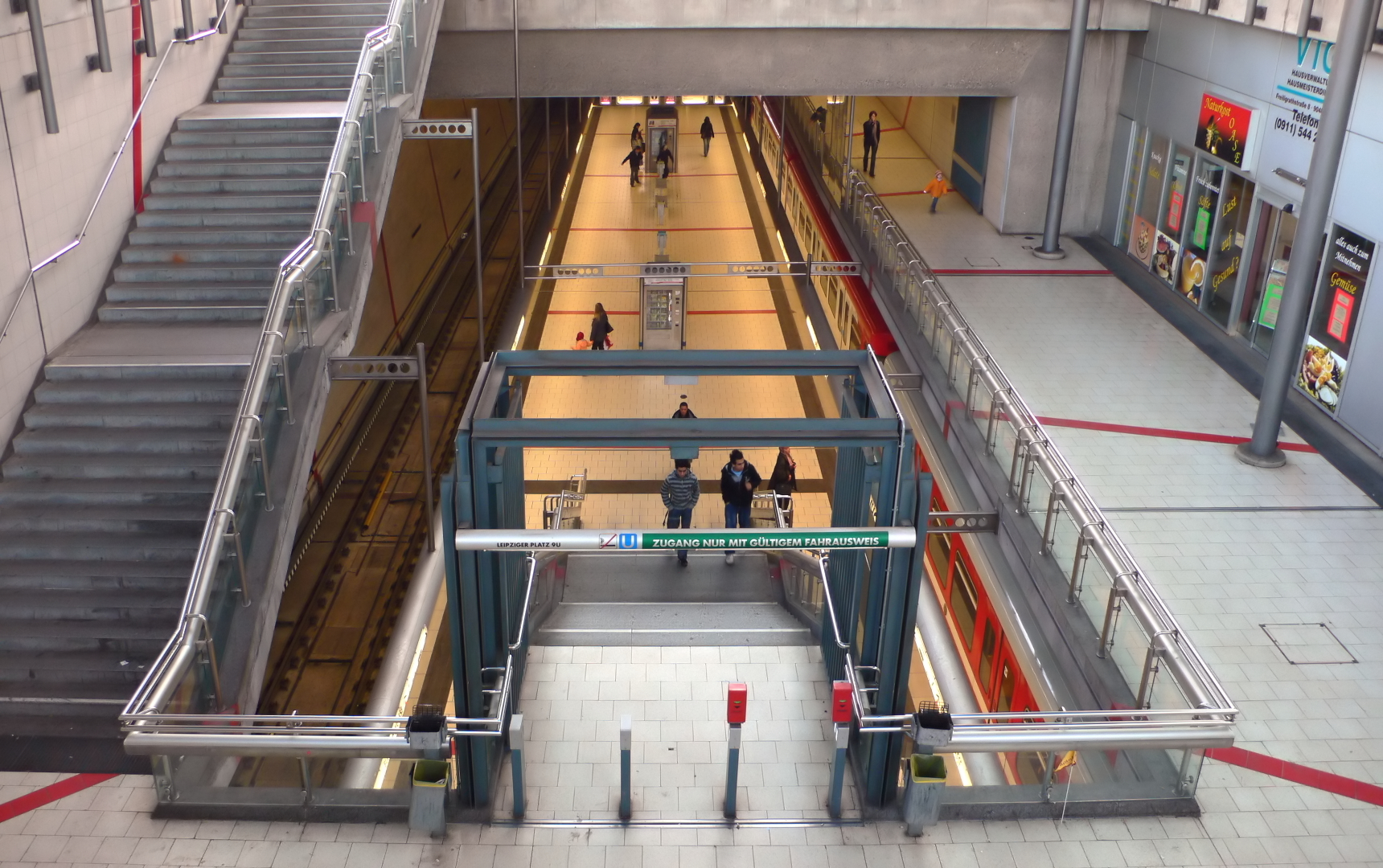
Blick in den Bahnhof

## Linien
| Linie | Verlauf | Takt                                                   |
| ----- | --- | ------------------------------------------------------ |
| U2    | Röthenbach – Hohe Marter – Schweinau – St. Leonhard – Rothenburger Straße – Plärrer – Opernhaus – Hauptbahnhof – Wöhrder Wiese – Rathenauplatz – Rennweg – Schoppershof – Nordostbahnhof – Herrnhütte – Ziegelstein – Flughafen Stand: Fahrplanwechsel Dezember 2023 | 5 min 3–4 min (zur HVZ) 10 min (Ziegelstein–Flughafen) |

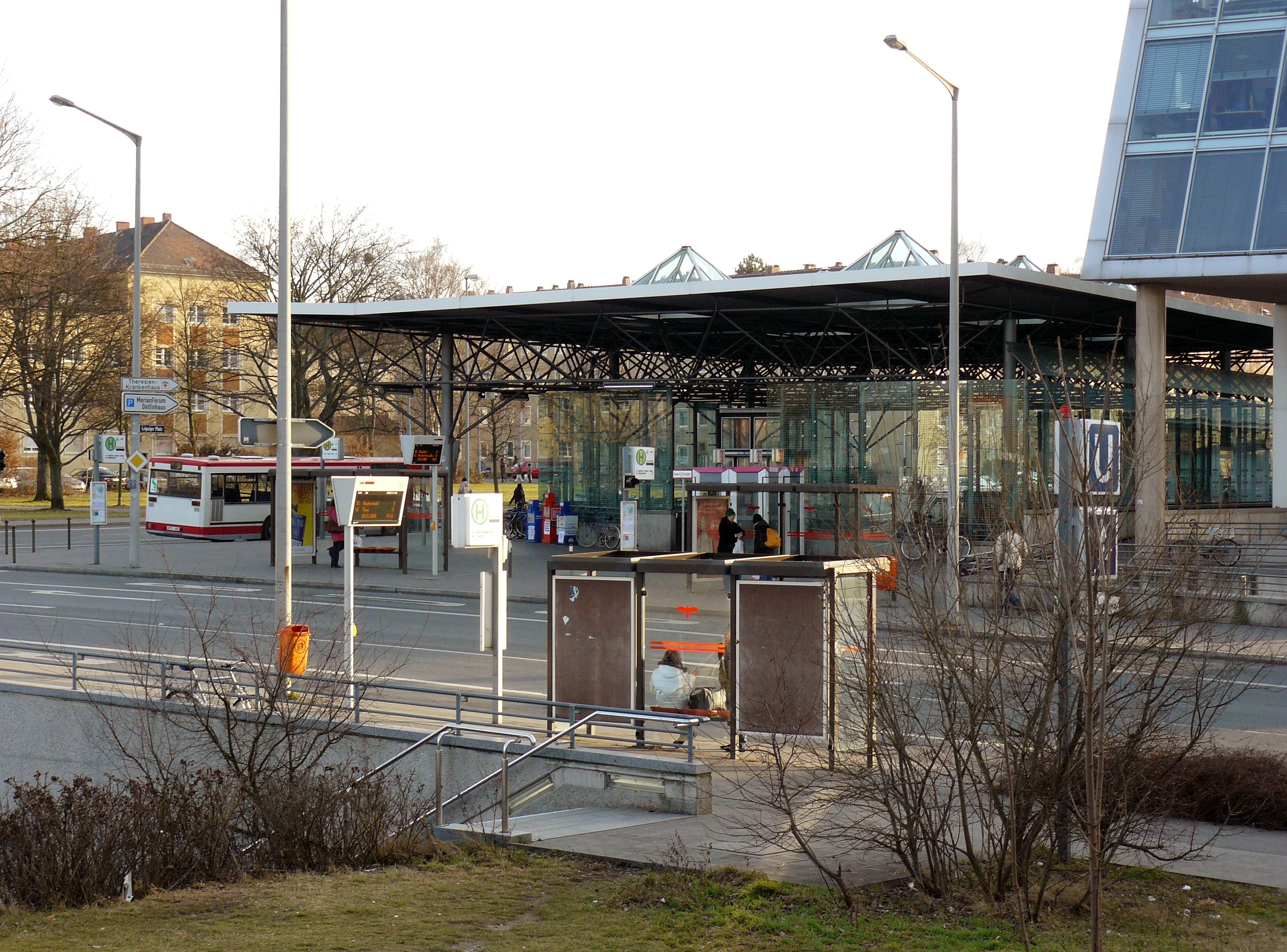
Busbahnhof, dahinter das „Notdach“

Der Bahnhof wird von der U-Bahn-Linie U2 bedient. Montags bis freitags befahren außerdem nach 21 Uhr zwei U3-Zugläufe den Nordast der U2 bis Nordostbahnhof anstelle von der Strecke nach Nordwestring, da die Züge danach in der Abstellanlage hinter Nordostbahnhof abgestellt werden. Denselben Fahrtweg nimmt auch ein U3-Zuglauf  kurz nach 4 Uhr, jedoch in die umgekehrte Richtung, also von Nordostbahnhof nach Großreuth.
An der Oberfläche befindet sich ein Omnibusbahnhof, der von den Stadtbuslinien 30, 35, 45, 46, 49, 65 und 95 angefahren wird, sowie der DB-Bahnhof Nürnberg Nordost, an dem die Regionalbahnlinie RB 21 beginnt. Am Wochenende und vor Feiertagen verkehrt auch die Nachtbuslinie N1.